# 現代やくざ 血桜三兄弟
『現代やくざ 血桜三兄弟』（げんだいやくざ ちざくらさんきょうだい）は、1971年11月19日に公開された日本の映画。監督は中島貞夫、主演は菅原文太。「現代やくざシリーズ」第5作。

## ストーリー
全国制覇を狙う大阪誠心会が岐阜に乗り込んできて、地元の広道会と抗争がはじまった。広道会の邦夫（伊吹吾郎）、宏（渡瀬恒彦）、信男（荒木一郎）、そして今は堅気になっている武（菅原文太）らが、力を合わせて殴り込みをかける。

## スタッフ
- 監督：中島貞夫
- 企画：俊藤浩滋、日下部五朗、武久芳三
- 脚本：野上龍雄
- 撮影：増田敏雄
- 照明：井上孝二
- 録音：中山茂二
- 美術：吉村晟
- 音楽：山下毅雄
- 編集：宮本信太郎
- 助監督：深尾道典
- 記録：石田照
- 装置：稲田源兵衛
- 装飾：柴田澄臣
- 美粧結髪：東和美粧
- 衣装：高安彦司
- 擬闘：谷明憲
- 進行主任：伊藤将彰
- 挿入歌：マリリンモンロー・ノーリターン
- 作詞・作曲：櫻井順
- 唄：野坂昭如

## キャスト
- 小田武：菅原文太
- 小田邦夫：伊吹吾郎
- 谷村宏：渡瀬恒彦
- 政美：松尾和子
- 信男：荒木一郎
- 大坪：名和宏
- 原：高宮敬二
- 坂口：楠本健二
- 辺見：藤山浩二
- 友絵：女屋実和子
- 君枝：早乙女ゆう
- 光子：上岡紀美子
- エミ：杉本美樹
- 芳郎：唐沢民賢
- 戸田：平沢彰
- 水野：中村錦司
- 吉川：大前均
- 竹井：野口貴史
- 市村：大木晤郎
- 李：蓑和田良太
- 宮口：川谷拓三
- 高田：市川裕二
- 清川：能谷武
- 澄子：星野美恵子
- 和江：丸平峯子
- 明：志賀勝
- ボーイ：久田雅臣
- 三郎：誠直也
- 島： 山下義明
- 鈴川：奈辺悟
- 森谷譲
- 客：疋田泰盛、佐々木松之丞
- 給士頭：友金敏雄
- 岩尾正隆
- 敏：成瀬正孝
- 三宅久市：河津清三郎
- 川島譲次：小池朝雄

## 同時上映
『日本女侠伝 激斗ひめゆり岬』
- 脚本：笠原和夫 / 監督：小沢茂弘 / 主演：藤純子（現：富司）
- 『日本女侠伝シリーズ』第5作にして最終作。前作同様『現代やくざ』と『日本女侠伝』のカップリングとなる。